# Isabelo de los Reyes sr.

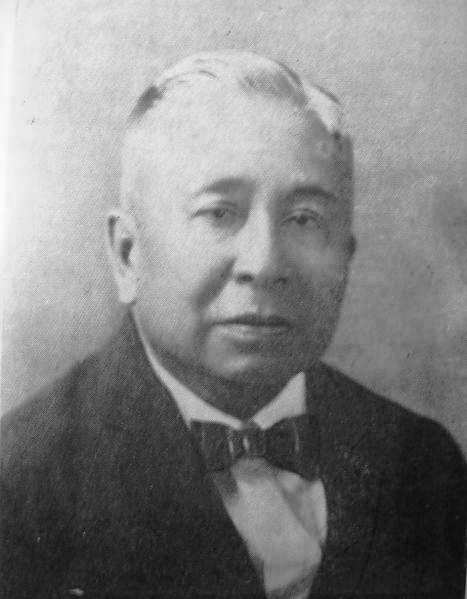
Isabelo de los Reyes

Isabelo "Don Belong" de los Reyes sr. (Vigan, 7 juli 1864 - Manilla, 10 oktober 1938) was een Filipijns schrijver, vakbondsleider en politicus.

## Biografie

### Vroege levensloop en carrière
Isabelo de los Reyes werd geboren op 7 juli 1864 in Vigan in de Filipijnse provincie Ilocos Sur. Hij was de jongste zoon van Elias de los Reyes, een alcade-mayor en Leona Florentino, die bekendstaat als de eerste vrouwelijke dichter van de Filipijnen. Door het slechte huwelijk van zijn ouders als gevolg van Leona's feministische werk, groeide Isabelo vanaf zijn zesde op bij een familielid. Zijn lagerschool onderwijs volgde hij op een school van de seminarie van Vigan. De strenge tucht die heerste op de door de Augustijnen geleide school, legde de kiem voor zijn kritische houding tegenover de Spaanse fraters in de Filipijnen. In 1880 vertrok De los Reyes voor zijn vervolgopleiding naar Manilla. Hij behaalde er een bachelor of Arts-diploma aan het Colegio de San Juan de Letran. Aansluitend studeerde hij rechten aan de University of the Philippines.
Na zijn studie was De los Reyes werkzaam als journalist. Hij schreef artikelen voor El Diario de Manila la Oceania Española, El Comercio, La Revista Popular, La Opinion en diverse andere tijdschriften en kranten in Manilla. In deze artikelen beschreef hij misstanden van het Spaanse koloniale bestuur en bekritiseerde hij de Spaanse fraters. Hij ageerde met name tegen de enorme haciendas in het bezit van de kloosterorden en eiste hervormingen om de slechte arbeidsomstandigheden van Filipijnse (landloze) boeren te verbeteren. Daarnaast schreef hij de boeken Historia de Ilocos, Folklore Filipino, Las Islas Visayas en la epoca de la Conquista. Naast zijn werk als schrijver probeerde hij het als ondernemer. Zijn pandhuis en boekenwinkel werden echter geen succes. In 1889 richtte De los Reyes el Ilocano op. Hij was zelf hoofdredacteur en uitgever van deze eerste krant in de taal van het volk. Ook deze krant bleek geen succes.

### Filipijnse revolutie
Vanwege zijn artikelen werd De los Reyes gezien als staatsgevaarlijk en enige tijd na het begin van de Filipijnse revolutie werd hij op 13 februari 1897 gearresteerd en gevangengezet in Bilibid Prison. In de gevangenis schreef hij Sensecional Memoria, waarin hij opnieuw de fraters aanwees als de oorzaak van de onvrede en de revolutie in het land. Door de discussie die hierdoor ontstond werd hij door de nieuwe gouverneur-generaal Fernando Primo de Rivera gedeporteerd naar Spanje, waar hij gevangen zat in het Kasteel van Montjuïc in Barcelona. Nadat de Filipijnse opstandelingen onder leiding van Emilio Aguinaldo het pact van Biak-na-Bato sloten met de Spanjaarden werd De los Reyes weer vrijgelaten. Ook kreeg hij een baan aangeboden als adviseur op het ministerie van Koloniën.
In de periode waarin hij werkte als adviseur op het ministerie bleef hij betrokken bij de revolutie in de Filipijnen. Hij schreef in 1899 La Sensecional Memoria sobre la Revolucion Filipina. Ook werd hij door het Filipino Ecclesiastical Assembly ingeschakeld om bij de paus te pleiten voor secularisatie van de Filipijnse geestelijken. Nadat hij echter geen gehoor vond, bleef hij zijn strijd tegen de fraters van de kloosterorden voortzetten. Na de uitbraak van de Filipijns-Amerikaanse Oorlog in 1899 ageerde hij tegen de Amerikanen in zijn nieuwe boek Independencia y Revolucion. Ook richtte hij twee nationalistische tijdschriften op: El Defensor de Filipinas en Filipinas Ante Europa. Nadat Aguinaldo in maart 1901 gevangen was genomen door de Amerikanen werd De los Reyes door generaal Miguel Malvar benoemd tot minister van staat in zijn revolutionaire kabinet. Andere generaals riepen hem zelfs uit tot president van de Filipijnen.

### Na de Filipijnse revolutie
Op 1 juli 1901 keerde De los Reyes terug in de Filipijnen. Hij organiseerde er in februari van het jaar erop de eerste vakbond, genaamd Union Obrera Democratica Filipina. Als eerste president was hij verantwoordelijk voor de eerste viering van 1 mei in het land en bracht hij het blad La Redencion de Obrero uit. Daarnaast speelde hij een belangrijke rol bij de oprichting van de oprichting van de Iglesia Filipina Independiente, een afsplitsing van de Rooms-Katholieke Kerk in de Filipijnen. Hij vroeg Gregorio Aglipay om de kerk te gaan leiden. Aglipay accepteerde dit aanbod en werd daarop tot Obispos Máximo uitgeroepen.
Nadat de vakbond voor het eerst een staking organiseerde in een tabaksfabriek in Malabon, werd De los Reyes als leider van de bond veroordeeld tot vier maanden celstraf. Na het uitzitten van zijn straf vertrok hij in februari 1903 voor een reis naar China en Japan. In Tokio had De los Reyes een ontmoeting met in ballingschap levende generaal Artemio Ricarte. Na terugkeer vertrok De los Reyes in 1905 opnieuw uit de Filipijnen. Ditmaal reisde hij naar Spanje waar hij enkele jaren werkte voor de Spaanse regering. In april 1909 keerde hij weer terug in Manilla.
In 1912 werd De los Reyes gekozen tot raadslid van de Filipijnse hoofdstad Manilla. Deze functie bekleedde hij, na nog eenmaal herkozen te zijn, tot 1919. Bij de Filipijnse verkiezingen van 1922 deed hij voor het eerste mee aan landelijke verkiezingen en versloeg hij Elpidio Quirino, won zo namens het 1e senaatsdistrict een zetel in de Filipijnse Senaat. In 1925 werd hij herkozen. Na afloop van zijn tweede termijn trok hij zich terug uit de politiek. In plaats daarvan besteedde hij zijn tijd aan religieus schrijfwerk. Hij was ere-bisschop van de Iglesia Filipina Independient en vele preken en de meeste relieuze literatuur van de kerk. Zo was hij de auteur van Biblia Filipina,  Catequesis, Plegarias, Aglipayan Calendar, Genesis Cientifico y Moderno en Oficio Divino. Ook vertaalde hij diverse reliueuze teksten in het Ilocano.
In januari 1929 raakte De los Reyes verlamd. Nadien was hij aan bed gekluisterd tot zin overlijden in 1938 op 74-jarige leeftijd. Hij was drie maal getrouwd en kreeg in totaal 27 kinderen. Op 20-jarige leeftijd trouwde hij met Josefa Sevilla. Na het overlijden van Josefa in 1987 hertrouwde hij in 1898 met María Ángeles López Montero. Zij overleed in 1910 tijdens de geboorte van hun negende kind. In 1912 hertrouwde hij met María Lim. In 1923 overleed ook zij bij een geboorte. Isabelo de los Reyes jr., een zoon uit zijn tweede huwelijk, werd in 1946 gekozen tot hoofd van de door De los Reyes sr. opgerichte Iglesia Filipina Independiente.